# Сакс, Сол
Сол Сакс (англ. Sol Saks, 13 декабря 1910[…], Нью-Йорк, Нью-Йорк — 16 апреля 2011, Шерман-Окс, Калифорния) — американский сценарист, наиболее известный как создатель фэнтезийного ситкома «Моя жена меня приворожила».

## Биография
Родился в Нью-Йорке в еврейской семье. Закончил среднюю школу Харрисона в Чикаго.
В детстве был актёром на радио. Позже он писал для радио- и телесериалов, таких как «Мой любимый муж», «Мистер Адамс и Ева» и «Я женился на Джоан».
Сакс написал сценарий для последнего фильма Кэри Гранта, комедии «Иди, а не беги». Во время выхода фильма на экраны журнал Time отметил, что его диалоги в этом фильме «дружелюбны от первого до последнего».

## Смерть
Умер от дыхательной недостаточности, вызванной пневмонией, 16 апреля 2011 года в возрасте 100 лет в Лос-Анджелесе, штат Калифорния.
Его пережили жена Сандра, дочь Мэри Спайви, сын Дэниел Сакс, две внучки и два правнука.